# Recovery-Modell
Das Recovery-Modell ist ein Konzept, welches bei  psychischen Störungen und Suchtkrankheiten zum Tragen kommt und das Genesungspotential der Betroffenen hervorhebt und unterstützt. Der Begriff Recovery stammt aus dem englischen Sprachraum und kann in dem hier gebrauchten Zusammenhang etwa mit „Wiedergesundung“ übersetzt werden, wobei bei dieser Übersetzung unterstellt wird, dass die Episode psychischer Probleme eine Erkrankung gewesen sei und dass sich der Betroffene vor der Erkrankung in einem Zustand der Gesundheit befunden habe. Die Übersetzung „Wiederherstellung“ oder „Restauration“ für Recovery ist hingegen diesbezüglich neutraler, da hier nur darauf Bezug genommen wird, inwieweit die alten Lebensverhältnisse wieder restauriert werden.
Zunächst stellt sich die Frage, warum „Wiederherstellung“, oder „Restauration“ überhaupt zu einem Fachbegriff erhoben wurde; schließlich besteht bei jeglichen Therapien der grundsätzliche Anspruch, bzw. das grundsätzliche Ziel, den Patienten genesen zu lassen, also in einen Zustand zu versetzen, in der die Person sich befand, bevor sie erkrankte. In diesem Zusammenhang ist es daher wichtig, den Begriff als Bezeichnung des ressourcen-orientierten Zusammenarbeitens zwischen der erkrankten Person und allen Institutionen, die an der Therapie beteiligt sind, zu verstehen. In diesem Modell kann Wiederherstellung als persönlicher Prozess gesehen werden, die Hoffnung, eine sichere Basis, fördernde zwischenmenschliche Beziehungen, Selbstbestimmung (Empowerment), soziale Integration und Problemlösungskompetenz erfordert und einen Lebenssinn vermittelt.

## Geschichte
Ursprünglich wurde das Konzept der Recovery in der Therapie Drogenabhängiger angewendet. Es breitete sich jedoch als nicht-institutionelles Konzept über Einzelpersonen, die in Wohngemeinschaften leben, in den psychiatrischen Bereich aus. Wegen der vorhandenen Defizite bei der Integration psychisch Kranker und aufgrund von Studien, die zeigen, dass viele Betroffene eine Integration in ihre Umgebung erreichen können, erhielt Recovery raschen Auftrieb. Das Recovery-Modell ist jetzt bereits in einigen Ländern zur Leitvorstellung für die staatliche Gesundheitspolitik in der psychiatrischen Versorgung geworden. Obwohl es eine Vielzahl von Hindernissen und Interessenkonflikten gibt, werden in vielen Fällen praktische Schritte unternommen, um bestehende Dienste in das Recovery-Modell einzubinden. Es wurden etliche prüffähige Standards entwickelt, mit deren Hilfe der Recovery-Prozess beurteilt werden kann. Einige Unterschiede bestehen zwischen professionellen Recovery-Modellen (z. B. Soteria-Konzept in Deutschland) und solchen, die in primären Netzen (Familie, Freundeskreis, Nachbarschaft) angelegt sind.
In der Medizin und speziell in der Psychiatrie ist Recovery lange benutzt worden, um eine bestimmte Krankheitserfahrung oder eine Krankheitsepisode zu beschreiben. Das breitere Konzept von Recovery als allgemeine Philosophie und Modell gewann zuerst breite Beachtung bei der Wiederherstellung von Drogenabhängigen, z. B. in der Anwendung des Zwölf-Schritte-Programms.
Die Anwendung des Recovery-Konzepts bei psychiatrischen Störungen ist verhältnismäßig neu. Es ist allgemein anerkannt, dass der Hauptantrieb für die Entwicklung des Konzepts während der späten 1980er und frühen 1990er Jahre zunächst aus der Verbraucherschutzbewegung der USA – einer Graswurzelbewegung – hervorging. Das Konzept wurde in den frühen 1990er Jahren in die amerikanische Fachliteratur, beginnend mit der Literatur zur Rehabilitation, aufgenommen, bevor es sich in jüngster Zeit auf diesem Wege über Neuseeland und fast alle Länder der ersten Welt ausbreitete. Ähnliche Entwicklungen fanden etwa zur gleichen Zeit in Italien, den Niederlanden und Großbritannien statt, jedoch wurde hier der Begriff Recovery nicht verwendet. Diese Entwicklungen wurden durch die Resultate einer Reihe von Langzeitstudien mit Patienten, die an häufig vorkommenden psychiatrischen Krankheitsbildern litten, gefördert. In die Studien waren Menschen aus nahezu allen Weltgegenden einbezogen. Ebenso wurden die Länderstudien der WHO aus den 1970er und 1990er Jahren herangezogen, die unerwartet hohe Raten vollständiger (20 bis 25 %) und sozialer Gesundung (40 bis 45 %) zeigten. Die kumulative Wirkung der persönlichen Geschichten oder auch die Tatsachenbelege der Recovery haben darüber hinaus den Antrieb für die Entwicklung von Recovery-Konzepten und politischen Handlungsstrategien gegeben. Zu einer Schlüsselfrage wurde, wie die Nutzer von Serviceleistungen ihren Besitzstand und die Authentizität des Recovery-Konzepts innerhalb eines vielfältigen Angebots professioneller Konzepte und Dienste behaupten können.
In zunehmendem Maße wird das Modell von Recovery zum Thema der psychiatrischen Pflegeforschung und zu einem Kernbegriff der Verbraucherschutzbewegung. Es wird oft von Verbraucherseite und professionellen Dienstleistern unterschiedlich definiert. Zur Einführung von Recovery-Prinzipien wurden fachliche Richtlinien und klinische Strategien entwickelt, doch es sind noch wichtige Fragen offen.

## Konzepte der Recovery
Innerhalb des Recovery-Modells gibt es viele Variationen. Aus der Sicht der psychiatrischen Klinik soll sich Recovery auf die Besserung von Symptomen, Funktionen und insgesamt auf die Rolle von Behandlungen konzentrieren; Betroffenen-Modelle tendieren dagegen mehr zu netzwerkunterstützten Hilfen, Empowerment und lebensweltlicher persönlicher Erfahrung. Recovery kann eher als soziales Modell von Behinderung denn als medizinisches Modell von Behinderung gesehen werden, und es kann daher Unterschiede bezüglich der Akzeptanz gradueller Diagnosestellungen in Form von Labels oder in Bezug auf Behandlungen geben. In der psychiatrischen Rehabilitation kann das Recovery-Konzept verwendet werden, um die Hauptsymptome zu regulieren, psychosoziale Behinderung zu reduzieren und die persönliche Leistungsfähigkeit zu erhöhen.
In einer Veröffentlichung der US-Gesundheitsbehörde bezüglich Wiedererlangung der geistigen Gesundheit, in dem auch einige Positionen der Verbraucherbewegung enthalten sind, werden 10 fundamentale Bestandteile von Recovery genannt, die es als eine Reise der Heilung und Transformation definieren, die eine Person mit geistig-psychischen Problemen dazu befähigt, ein sinnerfülltes Leben in einer Gemeinschaft ihrer Wahl zu führen in dem Bemühen, ihr volles Potential auszuschöpfen. Es wurden verschiedene Konferenzen abgehalten, die das Gewicht von Recovery aus der Perspektive der Betroffenen und der Psychiatrie unterstreichen.
Aus Sicht der psychiatrischen Rehabilitation sind eine Reihe von Qualitäten von Recovery benannt worden: Recovery kann ohne professionelle Intervention erfolgen; Recovery erfordert Menschen, die an die unterstützte Person glauben und dieser Person beistehen; eine Vision von Recovery ist keine Theorie über die Ursachen psychiatrischer Beschwerden; Recovery kann gelingen, auch wenn Symptome wieder auftreten; Recovery ändert Frequenz und Dauer von Symptomen; Recovery nach den Folgen psychiatrischer Zustände gestaltet sich oft weit schwieriger als nach den Symptomen; Recovery ist nicht linear; Recovery findet als Reihe kleiner Schritte statt; Recovery bedeutet nicht, dass die Person nie wirklich psychisch behindert war; Recovery ist auf Gesundheit fokussiert, und nicht auf Krankheit; Recovery sollte auf die Interessen der Betroffenen ausgerichtet sein.
Für viele hat Recovery eine politische sowie persönliche Implikation – dort, wo man ist, einen Lebenssinn zu finden, Stigmatisierungen zu überwinden (einschließlich der in manchen Fällen diagnostisch aufgeprägten Labels), ein selbstbestimmtes Leben zu führen und seinen Platz in der Gesellschaft zurückzufordern und das Selbst zu beweisen. Recovery kann so als eine Manifestation von Empowerment gesehen werden. Ein Empowerment-Modell von Recovery kann betonen, dass Zustände nicht notwendigerweise dauerhaft sind, dass andere Menschen Recovery erfahren haben und dass man Modelle vergleichen kann und Erfahrungen teilen kann. Symptome können als Ausdrücke von Distress in Verbindung mit Gefühlen und anderen Menschen verstanden werden. Ein solches Modell des US National Empowerment Center hebt zehn solcher Prinzipien von Recovery hervor und stellt sie in einen kognitiv-verhaltenstherapeutischen Zusammenhang.
Manche Interessen sind bezüglich Recovery geweckt worden, einschließlich der Behauptung, Recovery sei ein altes Konzept, das den bereits zahlreich existierenden Anbietern von Leistungen neue Belastungen hinzufüge, dass Recovery auch Heilung einbeziehen müsse, dass Recovery nur wenigen Menschen zugute komme, dass es sich bei Recovery um eine unverantwortliche Masche handle, dass Recovery erst nach und resultierend aus aktiver Behandlung entstehe, dass recovery-orientierte Pflege nur durch Hinzufügung neuer Ressourcen eingeführt werden könne, dass recovery-orientierte Pflege weder erstattungsfähig noch evidenzbasiert sei, dass recovery-orientierte Pflege die Rolle professioneller Dienstleistungen abwerte, und dass recovery-orientierte Pflege gewerbliche Anbieter zunehmend finanziellen Risiken aussetze. Es hat auch Spannungen zwischen Vertretern einiger Recovery-Modelle und Vertretern bestimmter Modelle der evidenz-basierten Praxis gegeben, die bei der Umwandlung der entsprechenden US-amerikanischen Gesundheitsdienste nach den Empfehlungen der New Freedom Commission zu Tage traten.
Etwa seit 1999 werden in den USA Anstrengungen unternommen, eine Evaluation von Betroffeneneinrichtungen möglich zu machen. Hierzu wurde von einer Recovery-Beratungsgruppe ein Forschungs- und Behandlungskonzept entwickelt, das Betroffenen, Klinikern/-innen, Kostenträgern/-innen und Gesundheitspolitikern/-innen nahegebracht werden sollte. Das Konzept basiert auf sechs Phasen, durch die einzelne betroffene Personen auf dem Weg zu Wohlbefinden gehen: Angst, Bewusstwerden, Erkenntnis, Aktionsplan, Entschlossenheit, dass es einem gut geht, und Wohlbefinden / Recovery. Nicht alle Phasen werden von jeder einzelnen Person durchlaufen, es kommen Phasensprünge sowie Abschwächungen und Verstärkungen vor.
Das Konzept wurde in den folgenden Jahren weiterentwickelt und insbesondere in innere und äußere Beeinflussungsfaktoren differenziert. Daneben wurden verschiedene Instrumente zur Messung des Recovery-Prozesses entwickelt: Recovery Assessment Scale (RAS, Giffort et al. 1995), Recovery Process Inventory (RPI, Jerrell et al. 2006), Recovery Attitudes Questionnaire (RAQ, Borkin et al. 2000) und Recovery Style Questionnaire (RSQ, Drayton et al. 1998, deutsch: Sibitz et al. 2006).

## Elemente von Recovery
Es ist hervorzuheben, dass jede individuelle Reise zu Recovery ein tiefer personaler Prozess ist, der auch auf die Lebensgemeinschaft des Betroffenen und die Gesellschaft einwirkt. Einige Elemente von Recovery wurden als Kernelemente vorgeschlagen:

### Hoffnung
Das Erlangen der Hoffnung und die Erhaltung der Hoffnung werden als Schlüssel zu Recovery beschrieben. Es ist das Ziel, nicht nur Optimismus zu erzeugen, sondern einen dauerhaften Glauben an sich selbst und die Bereitschaft, Ungewissheit und Hindernisse auszuhalten. Hoffnung kann an einem bestimmten Drehpunkt beginnen, oder als kleines zerbrechliches Gefühl stufenweise auftauchen und sie kann mit Verzweiflung abwechseln. Darüber hinaus soll das Vertrauen in sich und andere sowie die Fähigkeit gestärkt werden, Enttäuschungen, Fehler und Kränkungen zu ertragen.

### Festes Fundament
Angemessene Wohnung, ein ausreichendes Einkommen, Freiheit von Gewalt und ausreichender Zugang zu Gesundheitsdienstleistungen werden als weitere Grundlagen von Recovery angesehen.

### Unterstützende Beziehungen
Ein allgemeiner Aspekt von Recovery ist die Gegenwart anderer Personen, die daran glauben, dass die hilfsbedürftige Person das Potential hat, Recovery zu erreichen und hierfür bereitstehen. Während professionelle Dienste eine auf den Einzelfall begrenzte Art von Beziehung anbieten können und ein Pflegeversprechen abgeben, sind Verhältnisse zu Freunden, zur Familie und zur Gemeinschaft breiter angelegt und von langfristiger Dauer. Andere, die in ihrem Recovery-Prozess auf ähnliche Schwierigkeiten gestoßen sind, können von besonderer Bedeutung sein. Jene, welche dieselben Werte und Anschauungen teilen (nicht unbedingt im Bereich geistiger Gesundheit), können ebenfalls besonders wichtig sein. Es wird angenommen, dass einseitige Beziehungen, die auf der Abhängigkeit des Betroffenen basieren, abwertend wirken können und dass wechselseitige Beziehungen und Unterstützungsnetze auf Gegenseitigkeit für die Entwicklung des Selbstwertgefühls und für Recovery mehr Wert besitzen.

### Empowerment und Beteiligung
Empowerment und Selbstbestimmung sowie die Möglichkeit der Kontrolle sind für Recovery ebenfalls wichtig. Hierdurch kann das Vertrauen in die eigene Entschlusskraft und die Annahme von Hilfsangeboten entwickelt werden. Die Integration in soziale Zusammenhänge kann Unterstützung erfordern und sie erfordert die Bekämpfung von Stigmatisierungen und Vorurteilen bezüglich psychischem Distress, psychischen Störungen und Abweichungen. Es kann darüber hinaus die Zurückgewinnung nicht praktizierter sozialer Fähigkeiten oder beruflicher Fähigkeiten erforderlich werden.

### Bewältigungsstrategien
Die Entwicklung persönlicher Bewältigungsstrategien (einschließlich Selbstmanagement und Selbsthilfe) ist ein weiteres wichtiges Element. Dieses kann die Anwendung von Medikamenten oder Psychotherapie beinhalten, wenn der Betroffene umfassend über die Wirkungen einschließlich nachteiliger Effekte informiert und hierzu gehört wurde. Er ist auch darüber zu informieren, welche Methoden für das Leben des Betroffenen und seinen Recovery-Weg geeignet sind. Durch die Entwicklung der Fähigkeiten zur Problembewältigung und zum Management der individuellen Wesenszüge und Problemlagen (welche als Symptome psychischer Störungen gesehen oder nicht gesehen werden können) wird eine betroffene Person zu ihrem eigenen Experten und es ist ihr möglich, Schlüsselpunkte für Stress und mögliche Krisen zu identifizieren und in persönlicher Weise diese zu verstehen und damit fertigzuwerden. Siehe dazu: Psychoedukation.

### Bewältigung von Verlust
Das Vermögen, weiterzumachen, kann bedeuten, Verlustgefühle zu bewältigen, welche Hoffnungslosigkeit und Ärger einschließen können. Bei einem gesunden Individuum kann dieses als Prozess von Kummer oder Trauer bezeichnet werden. Er erfordert, vergangenes Leiden und verpasste Gelegenheiten oder verlorene Zeit zu akzeptieren.

### Bedeutung
Die Entwicklung einer Richtung und eines Sinns sowie eines Gesamtzwecks ist zur Unterstützung des Recovery-Prozesses wichtig. Das kann die Entwicklung einer sozialen oder beruflichen Rolle einschließen. Ebenfalls kann es das Auffrischen, das Finden oder die Entwicklung einer leitenden Philosophie, Religion, Politik oder Kultur sein (s. Sinnfindung, bes. Abschn. 4.4).

## Nationale Gesundheitspolitiken

### USA und Kanada
Einige Staaten der USA, wie z. B. Wisconsin und Ohio, entwerfen ihre Gesundheitssysteme in Bezug auf psychisch-geistige Gesundheit neu und betonen darin Werte wie Hoffnung, Heilung, Empowerment, soziale Teilhabe, Menschenrechte und recovery-orientierte Dienstleistungen. Das US Department of Health and Human Sciences berichtet, es sei mit der Entwicklung staatlicher Initiativen befasst, die Betroffene befähigen sollen, Recovery zu erreichen. Hierzu werden spezielle Komitees gebildet, die für die Einleitung landesweiter Pro-Recovery- und Anti-Stigma-Kampagnen zuständig sind. Sie entwickeln Recovery-Richtlinien und sorgen für deren Durchführung, sie schulen Betroffene in der Abwicklung von Evaluationen des Systems psychisch-geistiger Gesundheit und helfen darüber hinaus beim Aufbau von Dienstleistungen in Hilfsnetzen auf gleicher Ebene. Die Leiter der Mental-Servicedienste und die Planer der Dienste leisten ebenfalls Unterstützung bei der Implementierung staatlicher Recovery-Konzepte.
In Kanada haben einige Untergliederungen der Canadian Mental Health Association, wie z. B. die Ontario-Region, Recovery als Leitprinzip für die Reformierung und Weiterentwicklung des Systems psychisch-geistiger Gesundheit angenommen.

### Neuseeland und Australien
Seit 1988 sind in Neuseeland alle Gesundheitsdienste im Bereich psychisch-geistiger Gesundheit durch die Regierung verpflichtet, ein Recovery-Konzept zu befolgen. Es wird vom Fachpersonal erwartet, dass es Kompetenzen im Recovery-Modell besitzt. Australiens Mental Health Plan 2003 – 2008 gibt an, dass Dienstleister eine Recovery-Orientierung einführen sollen, jedoch gibt es zwischen den australischen Staaten und Territorien erhebliche Unterschiede bezüglich der Kenntnisse, Verbindlichkeit und Umsetzung.

### Großbritannien und Irland
Das National Institute for Mental Health in England (NIMHE) hat Recovery als Leitprinzip für alle Serviceeinrichtungen des Systems psychisch-geistiger Gesundheit eingeführt. Der Einsatz von Zeit und Arbeitskraft wurde durch den National Health Service neu geordnet und hat durch Recovery eine vollkommen neue Rolle bekommen. Die schottische Verwaltung hat die Einführung von Recovery gefördert und finanziell unterstützt. Recovery wurde zu einer der vier Säulen des Gesundheitssystems im Bereich psychisch-geistiger Gesundheit. Darüber hinaus wurde das schottische Recovery-Netzwerk gegründet um die staatlichen Initiativen zu unterstützen. Der schottische Pflegebericht aus dem Jahr 2006 empfiehlt Recovery als das zu bevorzugende Modell in der Krankenpflege und in der Intervention psychisch kranker Menschen.
Die Mental Health Commission of Ireland berichtet, dass ihre Leitlinien die Nutzer von Servicediensten als Menschen in den Mittelpunkt stellen und die persönliche Reise des Einzelnen in Richtung Recovery hervorheben.

### Seiten auf Deutsch
- Pro Mente Sana

### Seiten auf Englisch
- Weltgesundheitsorganisation
- US Empowerment Center
- Schottisches Recovery Network
- Informationen der National Mental Health Association of Greater Los Angeles
- Mental Disability Rights International